# Geroli
Geroli (Geroi in dialetto trentino), da geroni in italiano ghiaioni, è una frazione del comune sparso di Terragnolo nella omonima valle, in provincia di Trento.

## Geografia fisica
La frazione di Geroli è posta sulla sponda sinistra del torrente Leno di Terragnolo, disposta su un lieve pendio ai piedi del Col Santo e sulla strada per raggiungere le molte malghe locali.
Quest'ultima fu costruita dall'esercito austro-ungarico durante la prima guerra mondiale e costituiva una delle principali accessi stradali al massiccio del Monte Pasubio per gli imperiali. Le case di Geroli si sviluppano in senso longitudinale per sfruttare meglio l'esposizione solare ai lati di due strette stradine. Nella maggior parte formano un conglomerato e solo alcune case si trovano un po' staccate.

## Monumenti e luoghi d'interesse

### Architetture religiose
Al centro del paese si trova la cappella della Madonna di Caravaggio, eretta su volere degli abitanti della frazione nel 1925, mentre poco fuori dal centro abitato, in località Maso, è situata la chiesa di San Giuseppe, documentata a partire dal 1750: sulla facciata si nota il portale architravato sormontato da una finestra lunettata, sulla quale è posto lo stemma della famiglia Malfatti; pregevoli le decorazioni a fresco sia della facciata che all'interno risalenti alla seconda metà del XVIII secolo.
Nella frazione è situato inoltre l'ex Cimitero austro-ungarico di Geroli per i caduti della prima guerra mondiale, recentemente restaurato in occasione del centenario dell'evento bellico e aperto al pubblico.

### Architetture civili
Appena fuori dalla frazione è situato il Maso San Giuseppe, antica struttura storicamente proprietà dei baroni Malfatti. La proprietà passò al Comune di Terragnolo solamente nel 1998, che ha provveduto a restaurare l'edificio e a trasformarlo in colonia estiva. Attualmente è ancora utilizzato a fini didattico-culturali.

### Aree naturali
La frazione di Geroli è il punto di partenza del "Sentiero Geroli-Sarta-Bistorte", percorso molto suggestivo in quanto permette di accedere a siti di valore naturalistico e storico del Monte Pasubio, uno dei principali campi di battaglia durante la Grande Guerra (1915-1918) lungo il fronte trentino.
Nei pressi del Maso è inoltre presente un'area faunistica.

## Cultura
Ai margini della frazione è situata la "Casa di Caccia Luna Rossa", campo scout ricavato da una vecchia scuola di paese completamente ristrutturata. La casa di Caccia, di proprietà del Comune di Terragnolo, è in gestione alla Sezione Scout di Rovereto del CNGEI dal 1980.